# Napolitană
Napolitana este un biscuit format din două sau mai multe foi suprapuse și intercalate cu straturi de cremă de alune și cacao. Foile se prepară cu făină, ouă, unt și drojdie fierte în forme speciale care dau subtilitate și imprimă designul pe suprafața biscuitului.
Napolitanele au fost produse pentru prima dată la scară industrială sub denumirea de Napolitaner wafer de către compania austriacă Manner în 1898, folosind alune importate din Napoli, Italia. Acest dulce este compus dintr-o umplutură de cremă de ciocolată cu aromă de alune, cinci foi și patru straturi de cremă. Mărimea biscuitului este de 49 mm x 17 mm x 17 mm. Rețeta de bază a rămas neschimbată până în secolul XXI.
Manner încă mai vinde biscuiții în blocuri de câte zece. Multe alte companii au copiat ideea, cel mai adesea folosind ciocolata ca cremă. Napolitanele pot avea și cremă de ciocolată albă, lămâie, căpșună.